# ATP turnir
ATP turnir je ime natjecanja u tenisu koje organizira svjetska organizacija Association of Tennis Professionals (ATP). Osnovano je 1972. u cilju zaštite interesa igrača. 90-ih, ATP je postao glavni organizator turnira koji se zove ATP tour (ATP turnir).

## Klasifikacija ATP Turnira
ATP tour obuhvaća Grand Slam, ATP World Tour Masters 1000, ATP World Tour 500 seriju, ATP World Tour 250 seriju, ATP Challenger Tour, i ITF Futures turnire.  ATP tour također organizira World Team Cup, koji se u svibnju igra u Düsseldorfu, te ATP Champions Tour na kojem sudjeluju igrači koji se više ne bave profesionalnim tenisom.
Igrači u pojedinačnoj konkurenciji, te igrači u parovima s najviše prikupljenih bodova tijekom kalendarske godine, igraju na završnom turniru ATP World Tour Finale, koji, se od 2000-2008, organizirao zajedno u suradnji s ITFom. Futures turnire organizira ITF, te se oni također računaju u sustavu bodovanja za ATP ljestvicu. Grand Slam turnire organizira također ITF, te se oni isto tako uključuju u sustavu ATP ljestvice.
| Kategorija natjecanja       | Broj turnira | Ukupni nagradni fond ($) | Rang bodova | Upravno tijelo |
| --------------------------- | ------------ | ------------------------ | ----------- | -------------- |
| Grand Slam                  | 4            | Vidjeti pojedine turnire | 2.000       | ITF            |
| ATP World Tour Finale       | 1            | 4,450.000                | 1100–1500   | ATP (2009-)    |
| ATP World Tour Masters 1000 | 9            | 2,450.000 do 3,645.000   | 1000        | ATP            |
| ATP World Tour 500 serija   | 11           | 755.000 do 2,100.000     | 500         | ATP            |
| ATP World Tour 250 serija   | 40           | 416.000 do 1,024.000     | 250         | ATP            |
| ATP World Team Cup          | 1            | 1,750.000                | —           | ATP            |
| ATP Challenger Tour         | 178          | 35.000 do 150.000        | 75 do 125   | ATP            |
| ITF Futures turniri         | 534          | 10.000 i 15.000          | 17 do 33    | ITF            |

## Vanjski poveznice
- Službena stranica